# Петя Павлова
Петя Павлова е продуцентка, композиторка и певица. Изявява се също като актриса, модел, води телевизионно предаване.
Тя е първата българска поп изпълнителка, чийто видеоклип се завърта в ефира на MTV през 1997. Павлова е единсвеният български артист, който успява да издаде песен на британския музикален пазар – нейния сингъл Good Times. Нейни песни са издавани също в Италия, САЩ и Испания.
През 2004 година завършва комерсиална музика и музикален мениджмънт в Университета в Уестминстър.

## Музикална кариера
Петя издава 3 албума: „The Dream“, „Let’s Make Love“ – с филмова музика и музика от спектакли на Бродуей, записан съвместно с оркестъра на Българското национално радио, и албума „Runaway“, за който сътрудничи с много известни композитори от Европа.
Албумът „Runaway“ е издаден в България през декември 2006 година от Max Music. Три от песните в албума – „Going Down“, „Obscenely Delicious“ и „Runaway“, заемат водещи позиции в музикални класации в България и Европа. За създаването на албума Петя работи заедно с много известни продуценти като Jam & Delgado (AQUA, Ace of Base), Pete Kirtley & Tim Hawes (Sugababes, No Angels), Мортен Шджолин (Nelly, Лиан Раймс, Simply Red), 2AM, DJ Supernova, Magga, и текстописци Питър Годуин (Дейвид Боуи, Стийв Уинууд), Джули Морисън (Louise, Boyzone), Оби Мондера (Sugababes, Blue) и Джейн Вон (Thunderbugs, Blazin' Squad, Виктория Бекъм).
През септември 2007 година песента „Obscenely Delicious“ се сдобива със седем клубни ремикса. Видеото на „Obscenely Delicious“ достига 5-о място в MTV European's World Chart Express, 5-о място в българския Top 100, а през октомври 2007 година влиза също в Топ 50 на MAD TV в Гърция.

## Кино и телевизия
Петя Павлова от ранна детска възраст започва да ходи на уроци по актьорско майсторство, пеене и танци. През ученическите си години е била член на театрални трупи и певчески състави.
Докато живее в Лондон, Петя продължава актьорската си дейност. Като актриса тя участва в „Ali G InDhause“ заедно със Саша Барън Коен и в „Spooks“ заедно с Томас Арана.
През март 2007 година Петя е поканена да участва във VIP Brother. Приема и остава в „Къщата“ в продължение на 12 дни. По-късно в интервю Петя казва, че участието в шоуто е едно от най-интересните преживявания, което тя е имала.
През 2008 година Петя Пвалова води свое собствено музикално шоу по телевизия MSAT. През септември същата година участва в телевизонната драма „Забранена любов“. Сериалът е излъчен в България по Нова телевизия от 5 октомври 2008 до 5 май 2011 година.

## Кариера като модел
През 1997 година Петя става лице на Pepe Jeans London. Така помага за популяризирането на марката, която тогава се появява за пръв път на българския пазар.
През 2007 година Павлова подписва договор за реклама на водка Sobieski. През 2009 г. е лице на колекцията пролет-лято на марката DEMOBAZA.
Петя Павлова се е снимала на корицата на много списания като INTRO, GO, Grazia, OK!, MODA и други.

## Дискография
Албуми
1. „The Dream“ (1994)
2. „Let's Make Love“ (1996)
3. „Runaway“ (2006)

Сингли
1. „Good Times“ (1997)
2. „Cry for My Love“ (2002)
3. „Mirage“ (2004)
4. „Superwoman“ (2005)
5. „Obscenely Delicious“ (2007)

Видео клипове
1. „A Fine Romance“ (1996)
2. „Good Times“ (1997)
3. „Cry for My Love“ (2002)
4. „Mirage“ (2004)
5. „Going Down“ (2006)
6. „Runaway“ (2007)
7. „Obscenely Delicious“ (2007)
8. „Obscenely Delicious“ (DJ Strobe version) (2008)